# Holarchaea novaeseelandiae
Holarchaea novaeseelandiae là một trong hai loài nhện được mô tả trong chi Holarchaea và đặc hữu New Zealand.
Loài này rất nhỏ, chỉ dài ít hơn 1,5 mm. Nó có màu đen bóng, nâu, dầu ô liu hoặc da bò. Khu vực đầu được phân định rõ ràng, có tám mắt và một vài lông cứng. Nhện này chỉ phân bố trong các khu rừng của New Zealand. Nó sống trong môi trường ẩm ướt và đã được tìm thấy trên rêu, rác cây và dương xỉ.